# Academia do Vôlei 2023-2024
Questa voce raccoglie le informazioni riguardanti l'Academia do Vôlei nella stagione 2023-2024.

## Stagione
L'Academia do Vôlei utilizza la denominazione sponsorizzata Azulim Gabarito/Monte Carmelo nella stagione 2023-24.
Partecipa per la terza volta alla Superliga Série A, classificandosi all'undicesimo posto in regular season, finendo così per retrocedere.
In ambito locale ottiene un quinto posto al Campionato Mineiro, mancando l'accesso alla fase finale del torneo.

## Organigramma societario
Area direttiva
- Presidente: Luis Gustavo Benichio

Area tecnica
- Allenatore: Manoel Honorato
- Assistente allenatore: Anderson Gomes
- Preparatore atletico: Hugo Castro

Area sanitaria
- Fisioterapista: Yuri Abdala

## Rosa
| N° | Nome                 | Ruolo | Data di nascita   | Nazionalità sportiva |
| -- | -------------------- | ----- | ----------------- | -------------------- |
| 1  | Cristiano Torelli    | P     | 29 ottobre 1996   | Brasile              |
| 4  | João Lucas Fonseca   | S     | 4 giugno 2002     | Brasile              |
| 5  | Wilson da Silva      | S     | 5 giugno 1999     | Brasile              |
| 6  | Abenildes Junior     | C     | 10 agosto 1999    | Brasile              |
| 7  | Wallace dos Santos   | L     | 30 giugno 1999    | Brasile              |
| 8  | Gabriel Cotrim       | C     | 30 ottobre 1999   | Brasile              |
| 9  | João Adriano         | O     | 14 gennaio 2002   | Brasile              |
| 10 | Marcos Cerqueira     | C     | 11 aprile 2000    | Brasile              |
| 11 | Erick Soares         | P     | 16 gennaio 1999   | Brasile              |
| 12 | Moisés Andrade       | C     | 28 settembre 1999 | Brasile              |
| 13 | Deivid Mota          | S     | 14 dicembre 1988  | Brasile              |
| 15 | Thiago da Anunciação | L     | 8 marzo 1994      | Brasile              |
| 16 | Samuel Engel         | P     | 30 ottobre 2005   | Brasile              |
| 17 | André Saliba         | O     | 27 agosto 1999    | Brasile              |
| 19 | Henrique Guedes      | C     | 9 febbraio 2002   | Brasile              |
| 20 | Felipe Varela        | S     | 27 febbraio 2002  | Brasile              |
| -  | Anderson de Souza    | P     | 5 dicembre 2003   | Brasile              |

## Mercato
| Acquisti                               | Acquisti             | Acquisti        | Acquisti   |
| R.                                     | Nome                 | da              | Modalità   |
| -------------------------------------- | -------------------- | --------------- | ---------- |
| O                                      | João Adriano         | Minas           | definitivo |
| C                                      | Marcos Cerqueira     | UPIS            | definitivo |
| C                                      | Gabriel Cotrim       | Amigos do Vôlei | definitivo |
| L                                      | Thiago da Anunciação | UPIS            | definitivo |
| S                                      | Wilson da Silva      | Mende           | definitivo |
| C                                      | Henrique Guedes      | Vôlei Pró       | definitivo |
| S                                      | Deivid Mota          | Índios Guarus   | definitivo |
| P                                      | Erick Soares         | Mende           | definitivo |
| P                                      | Cristiano Torelli    | LKPS            | definitivo |
| S                                      | Felipe Varela        | Índios Guarus   | definitivo |
| Trasferimenti nel corso della stagione |                      |                 |            |
| P                                      | Anderson de Souza    | ABCD            | definitivo |

| Cessioni | Cessioni               | Cessioni             | Cessioni   |
| R.       | Nome                   | a                    | Modalità   |
| -------- | ---------------------- | -------------------- | ---------- |
| P        | Marcelo de Oliveira    | ?                    | definitivo |
| O        | Otávio Dornelas        | ?                    | definitivo |
| S        | Pedro Ferreira         | Porto Viro           | definitivo |
| O        | Igor Nasser            | América              | definitivo |
| P        | Gustavo Orlando        | Minas                | definitivo |
| L        | Henry Otu              | -                    | ritirato   |
| C        | Caio Rosa              | Instituto CUCA       | definitivo |
| P        | Carlos Henrique Santos | UPIS                 | definitivo |
| S        | Guilherme Schein       | Tirana               | definitivo |
| S        | Jardel Silva           | UPIS                 | definitivo |
| O        | Ruyther Tesoura        | Floresta de Voleibol | definitivo |
| S        | Samuel Vilaça          | -                    | ritirato   |

## Risultati

### Superliga Série A

#### Girone di andata
| 1ª giornata - 29 novembre 2023 Ginásio do Riacho, Belo Horizonte            | Sada              | 3 - 0 | Academia do Vôlei | 25-20, 25-23, 25-19               |
| 2ª giornata - 18 novembre 2023 Ginásio Poliesportivo Raul Belém, Uberlândia | Academia do Vôlei | 0 - 3 | BVC               | 21-25, 20-25, 19-25               |
| 3ª giornata - 24 novembre 2023 Ginásio Poliesportivo Raul Belém, Uberlândia | Academia do Vôlei | 1 - 3 | Norte Catarinense | 23-25, 15-25, 25-22, 16-25        |
| 4ª giornata - 26 novembre 2023 Ginásio General Mário Brum, Uberlândia       | ABCD              | 0 - 3 | Academia do Vôlei | 25-27, 18-25, 22-25               |
| 5ª giornata - 7 dicembre 2023 Ginásio Poliesportivo Raul Belém, Uberlândia  | Academia do Vôlei | 3 - 2 | AEESB             | 16-25, 25-16, 19-25, 25-23, 15-11 |
| 6ª giornata - 12 dicembre 2023 Ginásio Poliesportivo Raul Belém, Uberlândia | Academia do Vôlei | 0 - 3 | Suzano            | 23-25, 20-25, 16-25               |
| 7ª giornata - 17 dicembre 2023 Ginásio Poliesportivo Raul Belém, Uberlândia | Academia do Vôlei | 1 - 3 | Índios Guarus     | 21-25, 28-26, 23-25, 25-27        |
| 8ª giornata - 22 dicembre 2023 Farma Conde Arena, São José dos Campos       | Amigos do Vôlei   | 3 - 1 | Academia do Vôlei | 25-22, 25-22, 28-30, 25-21        |
| 9ª giornata - 7 gennaio 2024 Arena Juscelino Kubitschek, Belo Horizonte     | Minas             | 3 - 0 | Academia do Vôlei | 25-23, 25-20, 25-22               |
| 10ª giornata - 11 gennaio 2024 Ginásio Sebastião Cruz, Blumenau             | APAN              | 3 - 2 | Academia do Vôlei | 25-18, 17-25, 31-33, 26-24, 15-13 |
| 11ª giornata - 17 gennaio 2024 Ginásio Poliesportivo Raul Belém, Uberlândia | Academia do Vôlei | 0 - 3 | Sesi              | 24-26, 19-25, 21-25               |

#### Girone di ritorno
| 12ª giornata - 20 gennaio 2024 Ginásio Poliesportivo Raul Belém, Uberlândia     | Academia do Vôlei | 1 - 3 | Sada              | 22-25, 18-25, 25-19, 17-25        |
| 13ª giornata - 30 gennaio 2024 Ginásio do Taquaral, Campinas                    | BVC               | 3 - 2 | Academia do Vôlei | 25-21, 24-26, 24-26, 25-16 15-10  |
| 14ª giornata - 3 febbraio 2024 Centreventos Cau Hansen, Joinville               | Norte Catarinense | 3 - 0 | Academia do Vôlei | 25-15, 25-16, 25-14               |
| 15ª giornata - 10 febbraio 2024 Ginásio Poliesportivo Raul Belém, Uberlândia    | Academia do Vôlei | 1 - 3 | ABCD              | 25-22, 17-25, 17-25, 23-25        |
| 16ª giornata - 21 febbraio 2024 Ginásio Municipal Tancredo Neves, Montes Claros | AEESB             | 1 - 3 | Academia do Vôlei | 25-23, 19-25, 23-25, 22-25        |
| 17ª giornata - 24 febbraio 2024 Arena Suzano, Suzano                            | Suzano            | 2 - 3 | Academia do Vôlei | 19-25, 25-14, 17-25, 25-20, 12-15 |
| 18ª giornata - 29 febbraio 2024 Ginásio Ponte Grande, Guarulhos                 | Índios Guarus     | 3 - 0 | Academia do Vôlei | 25-19, 27-25, 25-21               |
| 19ª giornata - 5 marzo 2024 Ginásio Poliesportivo Raul Belém, Uberlândia        | Academia do Vôlei | 0 - 3 | Amigos do Vôlei   | 23-25, 21-25, 22-25               |
| 20ª giornata - 15 marzo 2024 Ginásio Poliesportivo Raul Belém, Uberlândia       | Academia do Vôlei | 1 - 3 | Minas             | 25-22, 23-25, 25-27, 18-25        |
| 21ª giornata - 22 marzo 2024 Ginásio Poliesportivo Raul Belém, Uberlândia       | Academia do Vôlei | 3 - 1 | APAN              | 21-25, 25-14, 32-30, 25-22        |
| 22ª giornata - 27 marzo 2024 Ginásio Paulo Skaf, Bauru                          | Sesi              | 3 - 0 | Academia do Vôlei | 25-17, 25-23, 25-21               |

## Statistiche

### Statistiche di squadra
| Competizione      | Punti | In casa | In casa | In casa | In trasferta | In trasferta | In trasferta | Totale | Totale | Totale |
| Competizione      | Punti | G       | V       | P       | G            | V            | P            | G      | V      | P      |
| ----------------- | ----- | ------- | ------- | ------- | ------------ | ------------ | ------------ | ------ | ------ | ------ |
| Superliga Série A | 15    | 11      | 2       | 9       | 11           | 3            | 8            | 22     | 5      | 17     |
| Totale            | -     | 11      | 2       | 9       | 11           | 3            | 8            | 22     | 5      | 17     |

### Statistiche dei giocatori
| Giocatore        | Superliga Série A | Superliga Série A | Superliga Série A | Superliga Série A | Superliga Série A | Totale | Totale | Totale | Totale | Totale |
| Giocatore        | P                 | PT                | AV                | MV                | BV                | P      | PT     | AV     | MV     | BV     |
| ---------------- | ----------------- | ----------------- | ----------------- | ----------------- | ----------------- | ------ | ------ | ------ | ------ | ------ |
| J. Adriano       | 22                | 94                | 78                | 9                 | 7                 | 22     | 94     | 78     | 9      | 7      |
| M. Andrade       | 18                | 29                | 18                | 9                 | 2                 | 18     | 29     | 18     | 9      | 2      |
| M. Cerqueira     | 22                | 133               | 81                | 44                | 8                 | 22     | 133    | 81     | 44     | 8      |
| G. Cotrim        | 15                | 57                | 43                | 11                | 3                 | 15     | 57     | 43     | 11     | 3      |
| T. da Anunciação | 13                | 0                 | 0                 | 0                 | 0                 | 13     | 0      | 0      | 0      | 0      |
| W. da Silva      | 22                | 262               | 227               | 26                | 9                 | 22     | 262    | 227    | 26     | 9      |
| A. de Souza      | -                 | -                 | -                 | -                 | -                 | -      | -      | -      | -      | -      |
| W. dos Santos    | 20                | 0                 | 0                 | 0                 | 0                 | 20     | 0      | 0      | 0      | 0      |
| S. Engel         | -                 | -                 | -                 | -                 | -                 | -      | -      | -      | -      | -      |
| J.L. Fonseca     | 9                 | 12                | 10                | 2                 | 0                 | 9      | 12     | 10     | 2      | 0      |
| H. Guedes        | 19                | 103               | 73                | 28                | 2                 | 19     | 103    | 73     | 28     | 2      |
| A. Junior        | 6                 | 5                 | 1                 | 1                 | 3                 | 6      | 5      | 1      | 1      | 3      |
| D. Mota          | 22                | 166               | 133               | 12                | 21                | 22     | 166    | 133    | 12     | 21     |
| A. Saliba        | 22                | 296               | 250               | 21                | 25                | 22     | 296    | 250    | 21     | 25     |
| E. Soares        | 22                | 30                | 13                | 12                | 5                 | 22     | 30     | 13     | 12     | 5      |
| C. Torelli       | 22                | 34                | 9                 | 17                | 8                 | 22     | 34     | 9      | 17     | 8      |
| F. Varela        | 13                | 9                 | 9                 | 0                 | 0                 | 13     | 9      | 9      | 0      | 0      |

P = presenze; PT = punti totali; AV = attacchi vincenti; MV = muri vincenti; BV = battute vincenti